# Литература Бутана

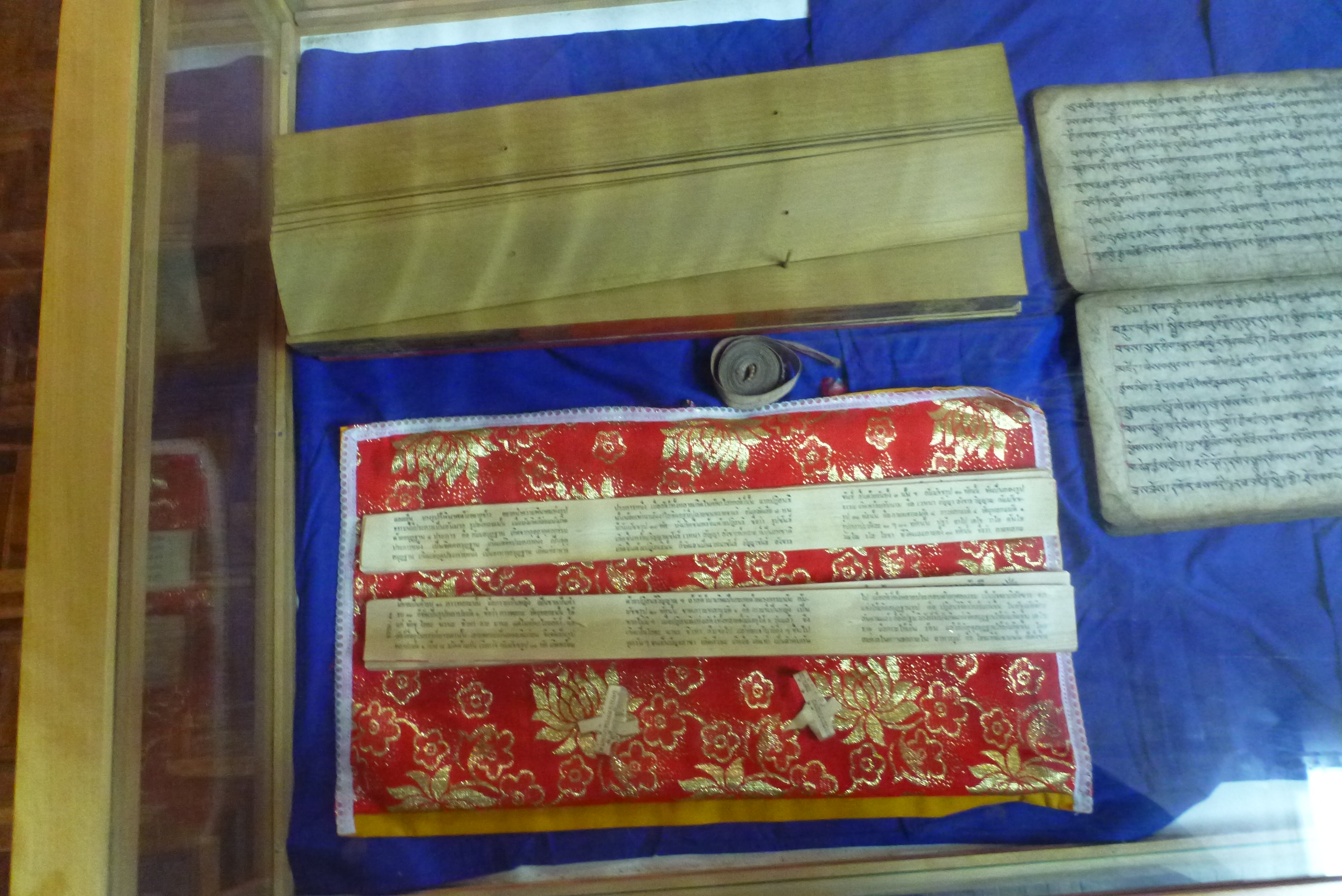
Книга из Национальной библиотеки Бутана

Литература Бутана имеет богатую устную традицию, которая формировалась на различных языках королевства. Письменная литературная традиция в Бутане практически не развивалась до середины XX века.

## Устная традиция
Богатая устная литературная традиция формировалась на многочисленных языках Бутана. Традиционными темами преимущественно сельского Бутана были сказки о сражениях с великанами и демонами, трагические истории о разделённых возлюбленных, комические истории о подвигах традиционных героев. Фоном для стихотворений и рассказов становилась трудная и бедная жизнь на селе, а главными героями выступали сами селяне. Некоторые произведения основаны на исторических событиях.

## Письменная традиция

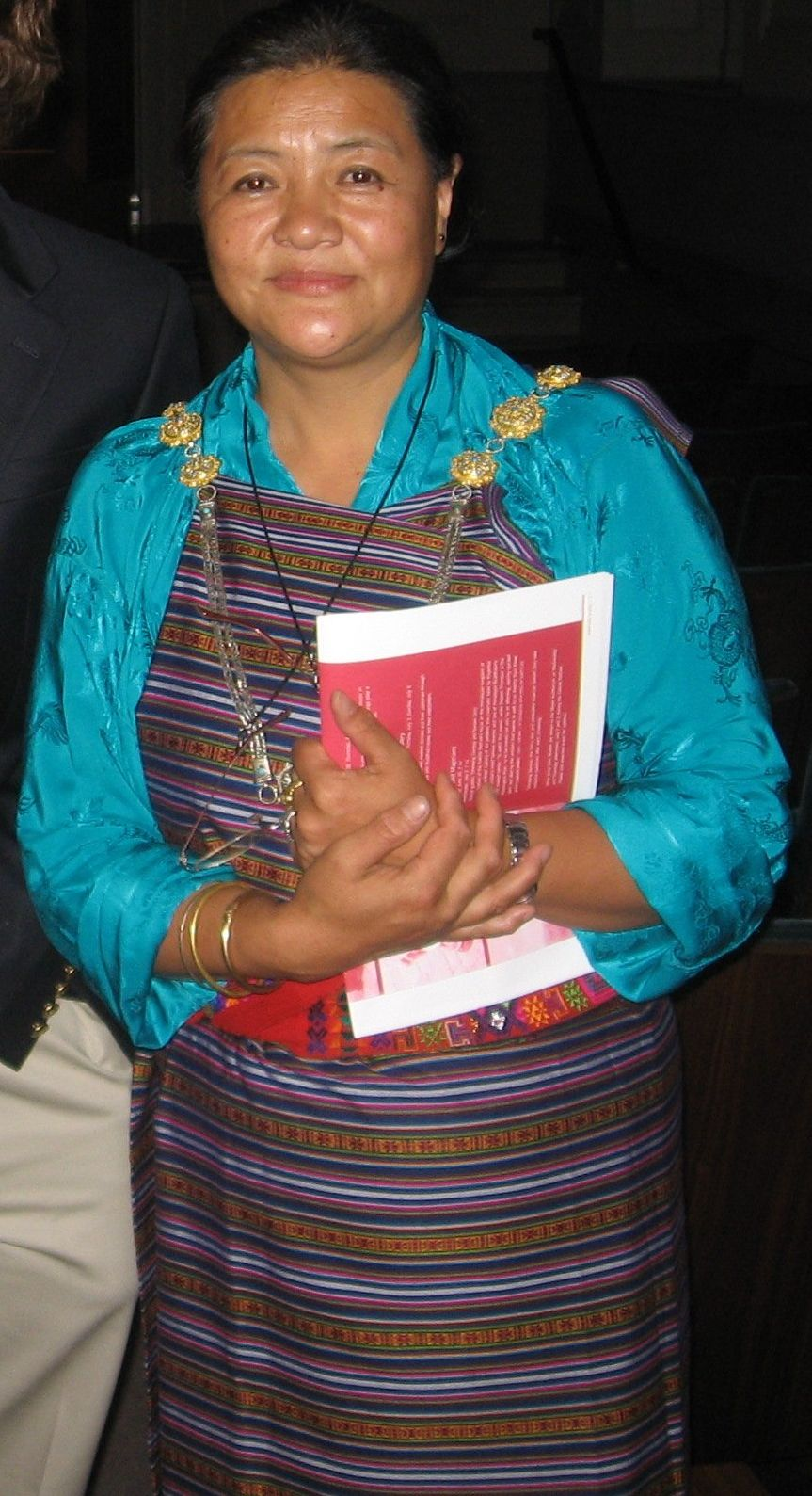
Бутанская писательница Кунзанг Чоден

Большинство языков Бутана не имеет собственной письменности. Единственный язык, у которого есть собственный алфавит, — дзонгкха. До середины XX века государство не вело языковой политики, и основным письменным языком был чёке (классический тибетский язык), который использовался в монастырях. С 1960-х годов официальным языком Бутана стал дзонгкха, и в 1967 году вышла первая в королевстве газета «Kuensel», что поспособствовало появлению письменных литературных произведений на этом языке.
Так среди современных бутанских писателей можно назвать таких, как дашо Лам Сангха, Дзок Трун Трун и других.
Также в Бутане развивается литература на английском языке. Среди англоязычных писателей страны стоит отметить Кунзанг Чоден, Сонама Кингу (Sonam Kinga), Карму Ура (Karma Ura), Кхендум Чоден.